# 熊虎たつみ
熊虎 たつみ（くまとら たつみ）は日本のゲームの原画家・イラストレーター。

## 作品

### イラスト
- シャドウ・ホームステイ（著者：水口敬文）
- 白鷺このはにその気はない!（著者：早矢塚かつや）
- 隣の姉妹を○○メイドにしてみた（著者：遠野渚）
- 戦国おっぱい（著者：ほんじょう山羊）
- 暴君毒舌メイドをマゾマゾにしてみた（著者：遠野渚）
- メイド姉妹 毒舌×腹黒×大暴走!（著者：水無瀬さんご）
- 僕と契約して幼なじみ生徒会長に催眠をかけよう!（著者：遠野渚）
- 妹孕ませっくす（著者：沖田和彦）

### アダルトゲーム
- 戦極姫〜戦乱に舞う乙女達〜
- 戦極姫2 〜戦乱の世、群雄嵐の如く〜
- あまあね
- リザイン RESIGN
- この歌が終わったら -When this song is over-
- 戦極姫2・嵐 〜百華、戦乱辰風の如く〜
- お姉ちゃんエロエロ注意報 〜愛液の大洪水〜
- なでしこドリップ
- 家元の母娘に乳辱されて…
- 〜淫蟲 和伝 怪蠱録〜
- ハレカノ 〜2人の幼なじみとハーレムな関係〜
- ぜったい遵守☆子作り許可証ぱらだいす!! 〜嗚呼、素晴らしき孕ま世界〜
- 恋もHもお勉強も、おまかせ! お姉ちゃん部
- この歌が終わったら -When this song is over-
- 恋する姉妹の六重奏
- VenusBlood -HYPNO-
- じゅ〜にんかんり! 〜10人の乙女に愛の手を〜
- GEARS of DRAGOON2 〜黎明のフラグメンツ〜
- ごくかの! ～タマとらせてもらいます～
- VenusBlood -RAGNAROK-
- アイドル★クリニック ～恋の薬でHな処方～
- 流星ペンデュラムハート
- VenusBlood HOLLOW International
- 7th Divine 〜白銀の聖女と漆黒の魔王〜

### 同人ゲーム
- オレコレ!
- 悪霊ッ!! 〜神出鬼没の強姦魔〜
- カンダタ物語
- 恋人＝らぶ×せっくす
- 天空の花嫁選び
- はじめてどうし 〜バカップルでいこう!〜
- モンバーバラAS
- 恋人＝らぶ×せっくす2
- 妹孕ませっくす
- 恋人＝らぶ×せっくす3
- マボロシノセカイ
- ハニーウィッチ☆
- はじめてどうし2 〜HAPPY・バカップル〜
- バカとテ○トと召喚獣 一限目 〜保健実技〜
- 天空の花嫁と。 -僕は妻に、二度目の恋をした-
- 僕と契約して幼なじみ生徒会長に催眠をかけよう!
- 恋人＝らぶ×せっくす4
- 恋人＝らぶ×せっくす5
- 見習いメイドの贈りもの
- 魔王と勇者がいた世界
- Temptation Retaliate
- ムーンブルクの悪夢
- ドラゴンポンジャラ
- 魔界王子とナンパ娘。
- カンダタ物語1&2
- カンダタの大冒険
- 勇者をコロスたった1つの方法
- カンダタ物語3
- 女子校生サクラの貧乏奮闘記
- モンバーバラAS&マボロシノセカイ
- 女子校生ナナミ❤︎マリナ ～エッチなバイト生活～
- ドジっ娘忍者ミツキのHな忍法大活劇
- お姉ちゃん達とエッチなマンションせーかつ
- 三千世界のモノクローム